# Luc Chikhani
 (août 2025).
Motif : notoriété non établie dans la durée, une seule source secondaire datant de 2020.
- Archive Wikiwix
- Bing
- Cairn
- DuckDuckGo
- E. Universalis
- Gallica
- Google
- G. Books
- G. News
- G. Scholar
- Persée
- Qwant
- (zh) Baidu
- (ru) Yandex
- (wd) trouver des œuvres sur Wikidata

| 1. | Préciser le motif de la pose du bandeau. | Précisez le motif de la pose du bandeau en utilisant la syntaxe suivante : {{admissibilité à vérifier\|date=août 2025\|motif=remplacez ce texte par le motif}}                    |
| 2. | Informer les utilisateurs concernés.     | Pensez à avertir le créateur de l'article, par exemple, en insérant le code ci-dessous sur sa page de discussion : {{subst:avertissement admissibilité à vérifier\|Luc Chikhani}} |

Luc Chikhani, né le 3 août 1962, est un chirurgien maxillofacial français connu pour avoir reconstruit le visage du dernier garde du corps de la princesse Diana, Trevor Rees-Jones, après l'accident de voiture qui a causé la mort de Lady Diana Spencer, Dodi Al-Fayed, et leur chauffeur, Henri Paul.
Il est chef de service stomatologie à l'hôpital européen Georges-Pompidou.

## Publications
- Rhabdomyosarcomes à localisation cervico-faciale chez l'enfant : étude générale, s.l., 1993
- Stomatologie, Paris, Ellipses-Marketing, coll. « Internat », 1995, 96 p. (ISBN 2-7298-4580-1)
- Hervé Bozec et Luc Chikhani, ORL stomatologie, Paris, Ellipses, coll. « La DCEM en questions-réponses », 2003, 142 p. (ISBN 2-7298-1539-2)
- Kate Moriarty et Luc Chikhani, Toxine botulique : manuel d'utilisation en esthétique faciale, Paris, Elsevier, 2004, 153 p. (ISBN 978-2-84299-657-4)
- Christophe Bonnefoy, Luc Chikhani, Marc Bert et Denis Cabaret, Anatomie fonctionnelle, clinique et artistique de la face, Paris, VG éditions, 2021, 472 p. (ISBN 9782818317983)